# Paulo Kellerman
Paulo Kellerman (Leiria, 1974), é um escritor português.

## Percurso
Começou o seu percurso publicando as suas obras em edições de autor limitadas e colaborando na imprensa regional e nacional (por exemplo, no histórico DN Jovem). Editou um primeiro livro, de micro-narrativas, em 2001. Posteriormente, tem-se dedicado à exploração e experimentação das diversas formas de narrativa breve e conto, estando o seu trabalho reunindo em várias colectâneas. Recebeu o Grande Prémio de Conto Camilo Castelo Branco, da Associação Portuguesa de Escritores, em 2005.1